# Frances Hodgson Burnett
Frances Eliza Hodgson Burnett (rojena Frances Eliza Hodgson), angleška in ameriška pisateljica, dramatičarka, * 24. november 1849, Cheetam, Manchester, Anglija, † 29. oktober 1878, Nassau, Long Island, Združene države Amerike. Frances Eliza Hodgson je bila anglo-ameriška pisateljica in dramatičarka, ki se je posvečala predvsem literaturi namenjeni otrokom. Znana je po treh otroških romanih Mali lord Fauntleroy (objavljen leta 1885-1886), Mala princesa (1905) in Skrivni vrt (1911). Njena dela so prevedena v več svetovnih jezikov in uvrščena v sam vrh otroške in mladinske literature.

## Življenje
Frances Eliza Hodgson Burnett se je rodila v Cheethamu v Manchestru (Anglija). Ko je leta 1852 njen oče umrl, je družina zapadla v finančne težave, zato se je leta 1865 izselila v Združene države Amerike in se naselila v Jefferson Cityju (Tennessee, ZDA). Tam je Frances pri rosnih devetnajstih začela pisati, da bi zaslužila denar za družino. Zgodbe je objavljala je v raznem časopisju. Leta 1870 ji je umrla mati, dve leti zatem pa se je Frances poročila z zdravnikom Swanom Burnettom. Zakonca sta dve leti živela v Parizu, kjer sta se jima rodila dva sinova. Preden sta se vrnila v  Združene države Amerike in živela v Washingtonu, je Frances začela pisati romane, od katerih je bil prvi objavljen That Lass o'Lowrie's (prevoda v slovenščino ni), požel pa je dobre ocene. Mali lord Fauntleroy je bil objavljen leta 1886 in tako je Frances postajala priljubljena pisateljica otroške fikcije, čeprav so bili priljubljeni tudi njeni romantični romani za odrasle, napisani v devetdesetih letih dvajsetega stoletja. Napisala in pomagala je tudi pri izdelavi scenarija za gledališki igri Mali lord Fauntleroy in Mala Princesa.
Hodgson Burnett je uživala v druženju in živahnem razkošnem življenjskem slogu. Leta 1880 je začela pogosteje potovati v Anglijo in v letu 1890 tam kupila hišo, kjer je napisala Skrivni vrt (The Secret Garden). Njen najstarejši sin Lionel je leta 1890 umrl za tuberkulozo, kar je povzročilo ponovitev depresije, s katero se je v veliki meri borila že prej. Leta 1898 se je ločila od Swana Burnetta. V tem obdobju je uživala v vaškem okolju in nenehno gostila prijatelje. Leta 1900 se je poročila s Stephenom Townsendom in se dve leti zatem zopet razvezala, saj ni prenašala njegove želje po nadvladi. Za tem se je iz Londona preselila v okrožje Nassau na Long Islandu (ZDA). V zadnjih letih je objavljala v otroških revijah, ene izmed njih je bil urednik njen sin Vivian. Umrla je leta 1924 in je pokopana na pokopališču Roslyn v Long Islandu.
Leta 1936 je v njeno čast Bessie Potter Vonnoh postavila skulpturo v konservatoriju vrta Central Park. Kip prikazuje dva lika iz znanega mladinskega romana Skrivni vrt (The Secret Garden) Marijo in Dickona.

## Delo
Frances Eliza Hodgson Burnett je širše znana in cenjena predvsem zaradi svojih mladinskih del, med katerimi so najbolj znana Mali lord Fauntleroy, v knjižni izdaji objavljen leta 1886, Mala princesa, ki je izšla leta 1905 ter Skrivni vrt, ki je sprva (1910) izhajal po poglavjih v časopisu, namenjenem odrasli publiki, leto zatem pa tudi v knjižni različici. Kljub depresiji, s katero se je Hodgson Burnett borila, v njenih delih za mlade ni zaznati stiske pisateljice.
Med postopnim objavljanjem Malega lorda Fauntleroy leta 1885, so se bralci veselili novih delov. Modni trendi, opisani v knjigi, so postali priljubljeni, žametni suknjič Fauntleroy se je prodajal za med; drugi izdelki Fauntleroy, ki so vključevali žametne ovratnike, igralne karte in čokolade prav tako. Tako imenovana sentimentalna fikcija je bila tedaj norma, v ZDA pa so bile priljubljene zgodbe, ki so predstavljale življenja ljudi, ki so se iz revščine povzpeli do bogastva. Izpostaviti velja, da je v anglo-saksonski literaturi Mali lord Fauntleroy izgubil priljubljenost, medtem ko jo je Skrivni vrt ohranil. Morda tudi zato, ker ruši poglede na otroštvo na prelomu stoletja.
Večina pisateljičinih romanov za odrasle je bila ob samem izidu prav tako zelo priljubljena. Na ameriških lestvicah popularne literature so zasedali visoka mesta.